# Andrée Geulen-Herscovici

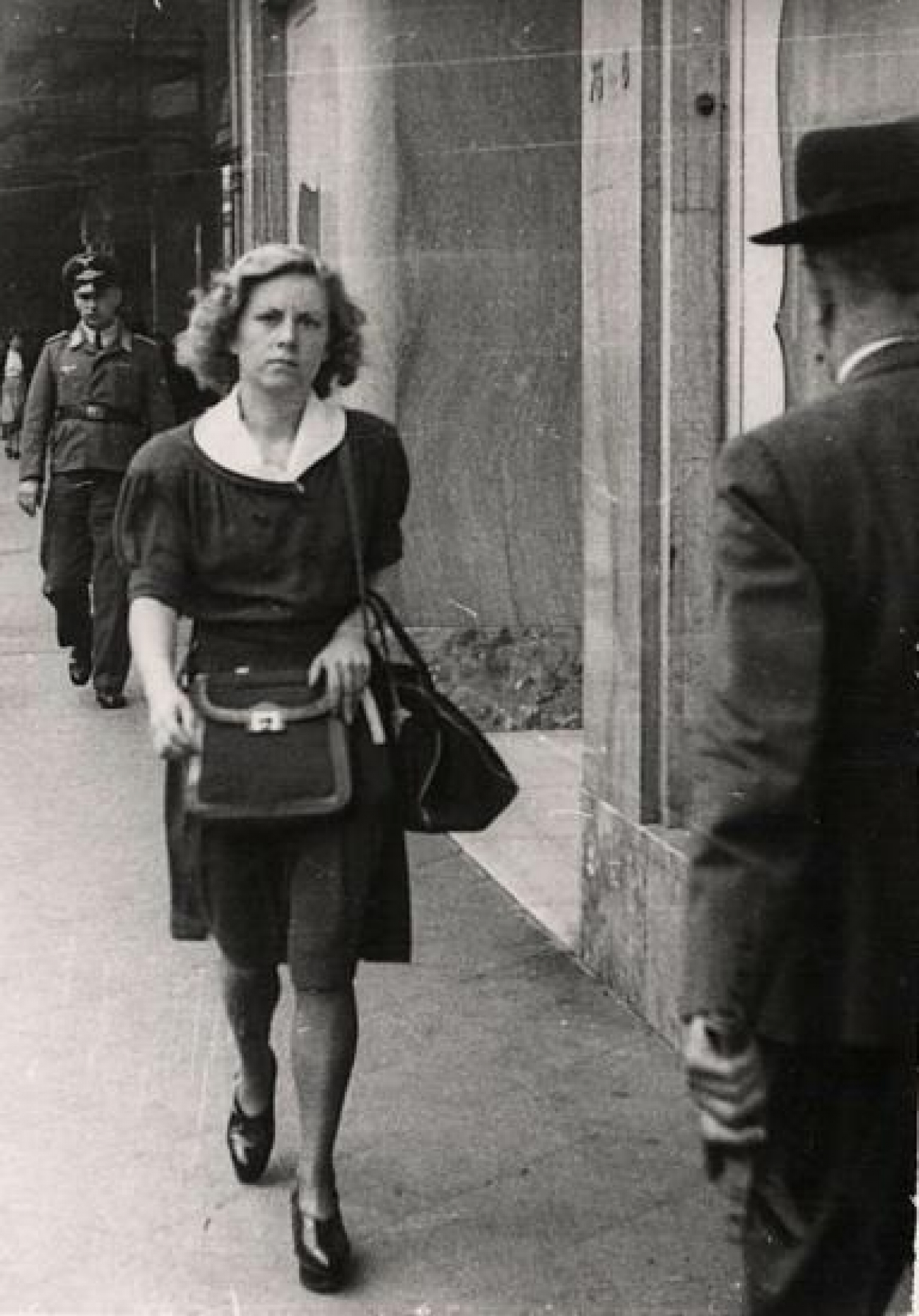
Andrée Geulen in de Nieuwstraat in Brussel in mei 1944, met achter haar een Duitse militair

Andrée Geulen-Herscovici (Schaarbeek, 6 september 1921 – Elsene, 31 mei 2022) was een Belgische onderwijzeres en verzetsstrijder die een groot aantal Joodse kinderen heeft gered tijdens de Holocaust. Samen met de andere leden van de verzetsgroep Joods Verdedigingscomité liet zij meer dan 2104 Joodse kinderen onderduiken om te ontsnappen aan de deportaties door hen onder te brengen bij katholieke families en in kloosters. Persoonlijk hielp ze een driehonderdtal kinderen schuilen.

## Biografie
Andrée was een dochter van Gaston Geulen en Joséphine Van De Meersche. Het was een katholiek, welstellend gezin met een gehandicapte vader. Al op 15-jarige leeftijd zette Geulen zich in voor republikeinse vluchtelingen uit de Spaanse Burgeroorlog. Aan de normaalschool volgde ze een opleiding tot onderwijzeres. In 1942 werkte ze als vervangleerkracht in Brussel, toen ze hoorde dat de Gestapo Joodse kinderen en volwassenen arresteerde. De 21-jarige onderwijzeres besloot om kinderen te verbergen. Via het Institut Gatti de Gamont in Sint-Pieters-Woluwe, waar ze verbleef en lesgaf, kwam ze in contact met de reddingsorganisatie Comité de Défense des Juifs en meer bepaald met Ida Sterno. Met haar blonde haar beantwoordde Geulen aan het profiel dat het JVC zocht: ze zag er minder "verdacht" uit en kon daardoor de meest zichtbare en dus gevaarlijkste opdrachten op zich nemen.
Op 12 juni 1943 vielen Duitsers voor dag en dauw binnen in het internaat waar Geulen werkte. Ze moest hun bevelen vertalen. Twaalf Joodse kinderen en het gezin van directeur Ovart werden weggevoerd. Zelf werd ze ondervraagd maar niet aangehouden. Het joeg haar geen angst aan en sterkte haar integendeel in haar actiebereidheid. Ze ging samenwonen met Sterno in de Belle-vuestraat 44 in Elsene en werd deel van de harde kern van twaalf verzetsvrouwen in de kinderafdeling van het JVC. Ze ging baby's en kinderen ophalen en bracht hen onder bij instellingen, kloosters en families. Ze zag het als een race tegen de Gestapo, die soms enkele uren na haar vertrek binnenviel. De ouders wisten niet waar de kinderen heen gingen. Hiervan werden geheime registers bijgehouden, met de originele naam van het kind, de oorspronkelijke familie en de aangenomen naam. Tijdens de onderduikjaren reisde Geulen het land af om de pleeggezinnen te bezoeken, nieuws te brengen van de ouders, de veiligheid te verifiëren en overplaatsingen uit te voeren.
In mei 1944 werd Sterno opgepakt. Geulen waagde het terug te keren naar hun verzegelde woning om verstopte schriftjes in veiligheid te brengen. Daarna vond ze onderdak bij haar ouders, die niet wisten van haar verzetsactiviteiten. Ze veranderde haar uiterlijk en ging tot de bevrijding door in de clandestiniteit.
Na het einde van de Tweede Wereldoorlog en het Derde Rijk begon Geulen, samen met overlevende ouders en hulporganisaties, de ouders van de kinderen te lokaliseren. De meeste kinderen waren inmiddels wees geworden. Anderen waren zo jong dat ze zich hun ouders niet herinnerden. Het herenigen van ondergedoken kinderen met hun resterende familie nam soms jaren in beslag.
Ze trouwde in 1948 met Charles Herscovici en had met hem twee dochters, Anne en Catherine. Ze was enige tijd de Belgische correspondent van het literaire weekblad Les Lettres françaises en ging daarna sociaal werk studeren in Zwitserland. Dat werd haar beroep. In haar latere leven hield ze contact met veel kinderen die ze had gered en legde ze getuigenis af. Op 31 mei 2022 overleed Geulen-Herscovici op 100-jarige leeftijd in een rusthuis in Elsene.

## Eerbetoon
In 1989 werd Andrée Geulen-Herscovici erkend als Rechtvaardige onder de Volkeren. Op 18 april 2007 ontving ze het ereburgerschap van Israël in een ceremonie aan het Yad Vashem Holocaustmemoriaal in Jeruzalem,  tijdens een internationale conferentie over ondergedoken kinderen in België. Bij het ontvangen van deze erkenningen, zei Geulen-Herscovici: “Wat ik deed, was mijn eenvoudige plicht. Het was normaal om de wetten van de dag niet te gehoorzamen."
Zij kreeg in 2004 de “Prijs van het Mensch van het jaar” toegekend door het 'Centre communautaire laïc juif' (CCLJ) en werd in maart 2022 ereburger van Elsene.

## Documentaires
- Un simple maillon (52 min.) is een documentaire uit 2003 van Frédéric Dumont, waarin Geulen getuigt over de twaalf verzetsvrouwen van het JVC.
- Pieter Verbiest maakte de documentaire Mademoiselle Andrée, uitgezonden in 2021 op de VRT (51 min.).